# Río Clark Fork

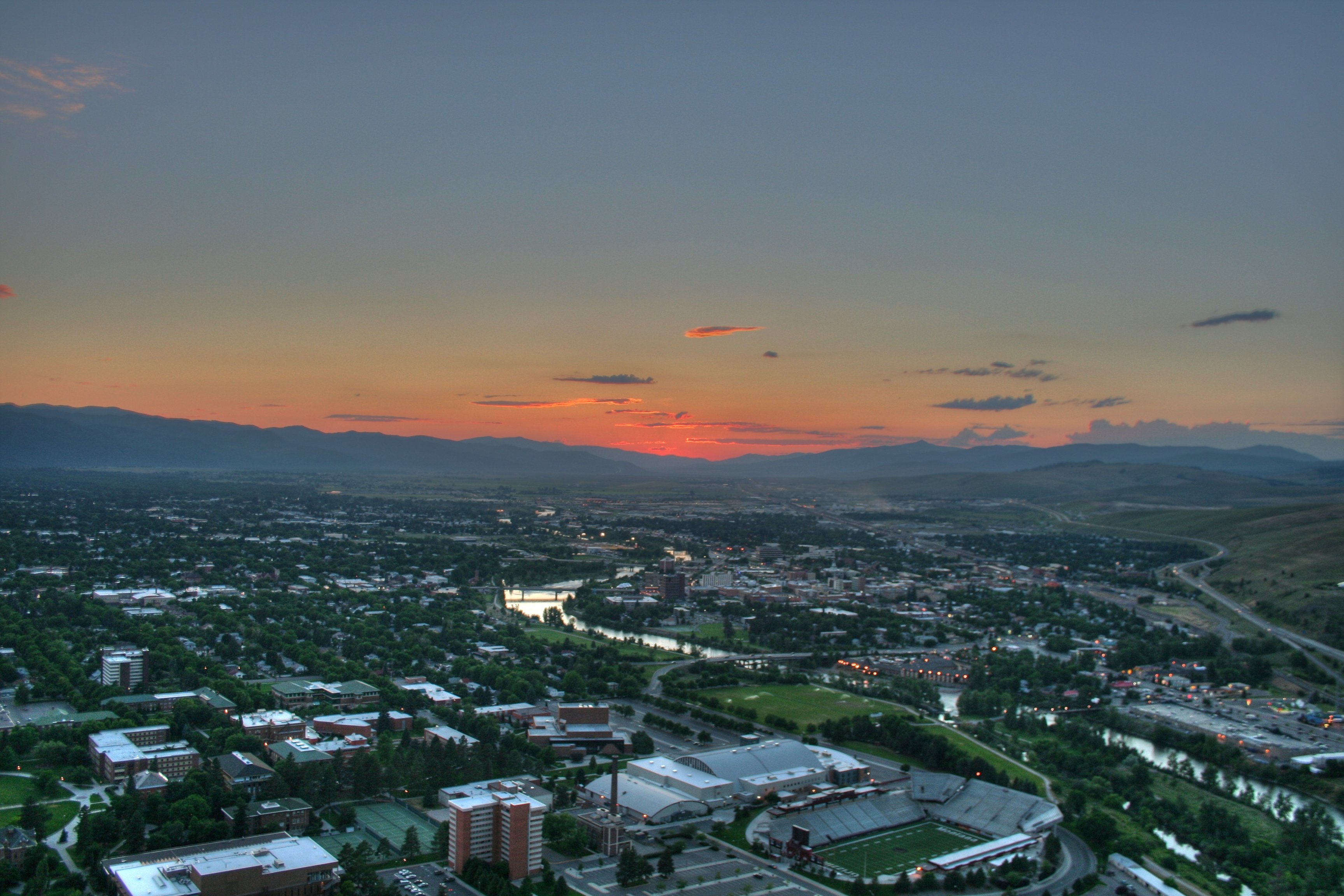
Atardecer en el río Clark Fork, atravesando el centro de Missoula. (2003).

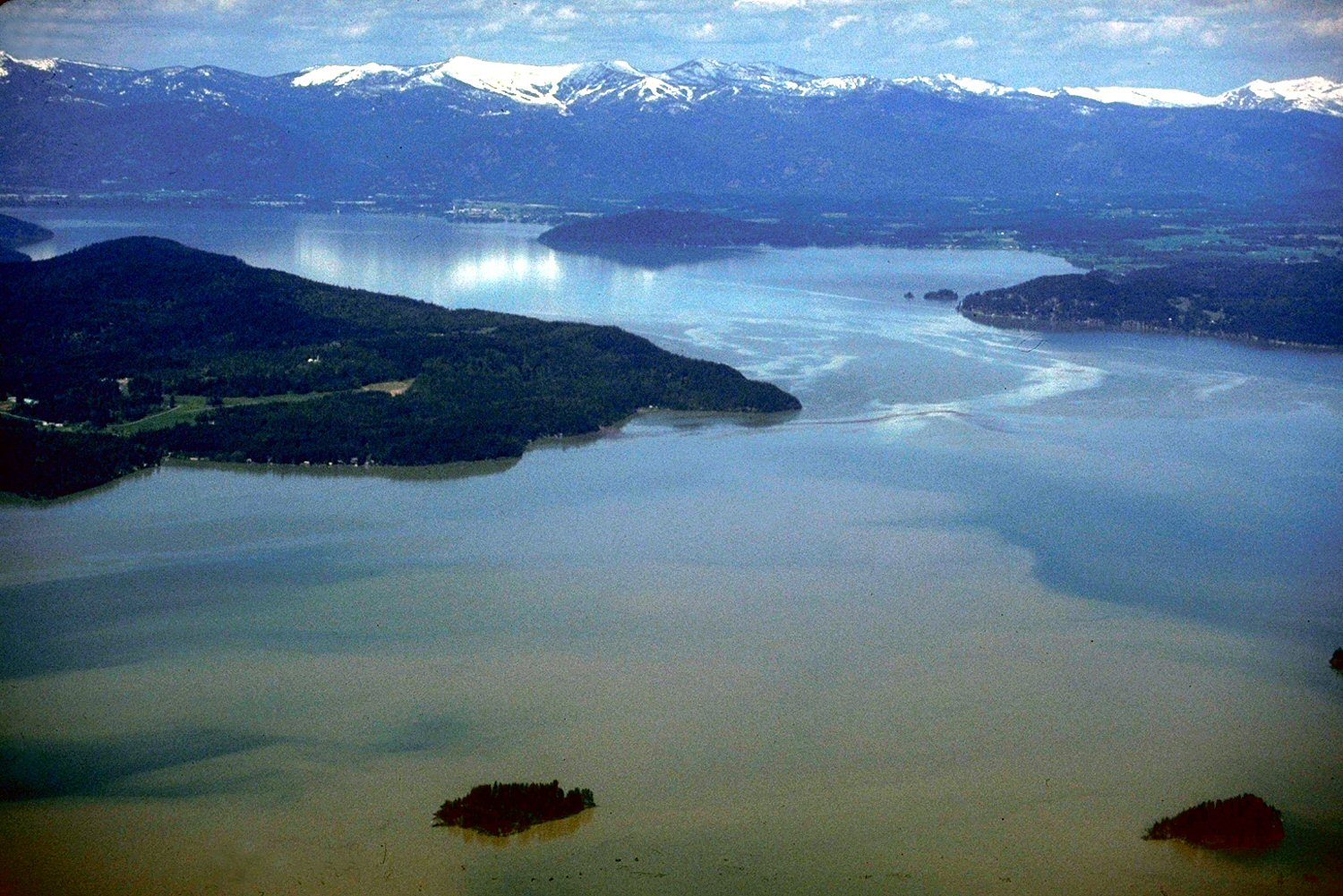
El lago Pend Oreille, donde desagua el río Clark Fork (1993).

El río Clark Fork (en inglés: Clark Fork, que puede traducirse como ramal, horquilla o bifurcación Clark, en referencia a ser una de las fuentes del río Columbia) es un río del noroeste de los Estados Unidos que desagua en el lago Pend Oreille, en el norte de Idaho, y es uno de los principales ríos de la cuenca del Columbia. Tiene aproximadamente 499 km de longitud, aunque el sistema fluvial conjunto río Pend Oreille-lago Pend Oreille-Clark Fork tiene 771 km, que lo sitúan entre los 50 ríos más largos de los Estados Unidos. Drena parte de la vertiente occidental de las Montañas Rocosas, una extensa región del oeste de Montana y norte de Idaho, con una superficie de 59.324 km²—mayor que países como Togo y Croacia Ecuador—. Tiene una descarga media de 621 m³/s, el mayor río por volumen de Montana.
Históricamente, por el valle del río Clark Fork volvió en 1806, en el viaje de regreso de la Expedición de Lewis y Clark, el grupo de Meriwether Lewis. El río lleva su nombre en honor de William Clark, el otro director de esa expedición. 
Administrativamente, el río discurre por los estados de Montana e Idaho.
El tramo del río Clark Fork que discurre por Montana está considerado, con fines recreativos, un río de Clase I, desde Warm Springs Creek a la frontera con Idaho.
El río Clark Fork no debe confundirse con uno de los ramales del río Yellowstone, de nombre parecido, el Clarks Fork («Fork of the Yellowstone River»), un río que discurre por Montana y Wyoming. 

## Geografía
El río discurre en dirección principalmente noroeste, a través de un largo valle de montaña hasta desaguar en el lago Pend Oreille, en el norte de Idaho. El río Pend Oreille, que drena el lago en el río Columbia, se considera a veces como parte del río Clark Fork, lo que supondría entonces una longitud total de 771 km, con una cuenca de 66.870 km². En su curso superior, durante los primeros 30 km en Montana, cerca de Butte, el río es conocido como arroyo Silver Bow. La carretera Interestatal 90 sigue la mayor parte del curso superior del río desde Butte hasta el noroeste de Missoula. 

### Descripción del curso
El río Clark Fork nace como arroyo Silver Bow en el suroeste del estado de Montana, a menos de 8 km de la divisoria continental de las Américas, cerca del centro de Butte (33.892 hab. en 2000), a partir de la confluencia de los arroyos Basin y Blacktail. Fluye al noroeste y norte por un valle montañoso, hasta llegar a un amplio valle que discurre en dirección N-S entre la cordillera Flint Creek, al oeste, y el bosque Nacional Helena, al este. El arroyo pasa al este de Anaconda (9.417 hab.) y al poco, al comienzo del valle, llega a una pequeña zona represada, la del lago Thorton, donde el arroyo cambia su nombre para pasar a llamarse río Clark Fork.
El río se encamina hacia el norte por el fondo del valle hasta llegar a Deer Lodge (3.421 hab.) y luego sigue aguas abajo hasta que el valle se cierra. Sale atravesando un valle más estrecho que cruza la parte occidental de Montana, en dirección noroeste, pasando al sur de la cordillera Garnet («Garnet Range»). LLega el río en este tramo a las pequeñas localidades de Garrison (112 hab.), Drummond (318 hab.), Ozan, Bearmouth, Ravenna y Bonner (1.693 hab.), donde recibe al primero de sus afluentes de importancia, el río Blackfoot, que le aborda por la derecha procedente del este.
Sale al poco del estrecho valle para llegar a otro valle más amplio, al valle del río Bitterroot y enseguida llega a Missoula (57.053 hab.), la más importante de las ciudades que atraviesa el río. El río recibe luego al río Bitterroot, por la izquierda y llegando del sursudoeste, aproximadamente a unos 9 km al oeste del centro de Missoula. Sigue aguas abajo en dirección Noroeste, en la parte final del amplio valle que va cerrándose cada vez más, llegando a Primrose, Frenchtown (883) y Huson. El río abandona el valle por entrar en otro largo valle mucho más estrecho, que discurre primero en dirección este y luego noroeste por la vertiente noreste de la cordillera Bitterroot («Bitterroot Range»), atravesando el Bosque Nacional Lolo. Pasa en este tramo primero por Alberton (374 hab.), Tarkio, Lozeau, Superior (893 hab.), Spring Gulch y St. Regis (315 hab.). Aquí el río describe un par de amplias y cerradas curvas, tras la que recupera el mismo rumbo Noroeste. Al final de la segunda curva recibe, por la derecha y proveniente del este,  al río Flathead. Sigue aguas abajo por Paradise (184 hab), Plains (1.126 hab.), Weeksville y tras recibir al río Thompson, también por la derecha y llegando del este, alcanza Thompson Falls (1.321 hab.), en el sur del Condado de Sanders, cerca de las cataratas homónimas. 
Sigue avanzando por el valle, pasando por las pequeñas localidades de Belknap y Withe Pine, donde llega a una zona en que el río está represado, el largo embalse de Cabinet Gorge (32 km) formado por la presa Noxon Rapids (finalizada en 1960, con una superficie de agua de 32,1 km²). En la cola del embalse recibe, también por la derecha y llegando del este, al río Vermillion. A orillas del embalse están los pequeños pueblos de Trout Creek (261 hab.) (donde recibe al arroyo homónimo, está vez por la izquierda) y Tuscor, y tras pasar la presa, llega a Noxon (230 hab.). Entra en el tramo final, discurriendo en el mismo valle entre las montañas Cabinet, al noreste y las montañas Coeur d'Alene, al suroeste. Llega a Heron (149 hab.) y al poco abandona Montana, para adentrarse en el estado de Idaho por su extremo norte, por el lado este del Condado de Bonner.
Aproximadamente a 8 km al oeste de la frontera el río desagua en el lago Pend Oreille, por su extremo oriental, cerca de la localidad homónima de Clark Fork (530 hab).

## Historia
Durante la última edad de hielo, desde hace aproximadamente 20.000 años, el valle del Clark Fork corría a lo largo del borde meridional de la placa de hielo Cordilleran («Cordilleran ice sheet»), cubriendo la parte occidental de América del Norte. La invasión de la capa de hielo formó un dique de hielo sobre el río, creando el lago Glacial Missoula que se extendía a lo largo del valle en la parte central de Montana. La periódica ruptura y reconstrucción de la presa de hielo provocó las conocidas «inundaciones Missoula», una serie de inundaciones catastróficas en el Clark Fork y el Pend Oreille que llegaron al río Columbia y esculpieron muchas de las características geográficas del este de Washington y del Valle Willamette de Oregón. 
En el siglo XIX el valle del río Clark Fork estaba habitada por la tribu de nativos americanos de los flathead. En 1806 fue explorado por Meriwether Lewis en el viaje de regreso desde el Pacífico de la Expedición de Lewis y Clark. El río lleva su nombre en honor de William Clark, el otro director de esa expedición. Un segmento medio del río en Montana antiguamente era conocido como el río Missoula.
En 1809 David Thompson, de la Compañía del Noroeste, exploró la región y fundó varios puestos de comercio de pieles, incluyendo Kullyspell House, en la desembocadura del Clark Fork, y Saleesh House, en el río, cerca del actual Thompson Falls (Montana). Thompson utilizó el nombre de río Saleesh para todo el sistema fluvial de los ríos Flathead-Clark Fork-Pend Oreille. Durante la mayor parte de la primera mitad del siglo XIX, el río Clark Fork y la región circundante fue controlada por las compañías británico-canadienses dedicadas al comercio de la piele, North West Company y Compañía de la Bahía de Hudson.

## Minería y contaminación
Desde finales del siglo XIX en muchas áreas de la cuenca del río han sido extraídos minerales, lo que motivo continuos problema de contaminación en sus aguas. La mayoría de la contaminación proviene de las minas de cobre en Butte y la fundición de Anaconda. Muchas de las zonas más contaminadas han sido designados como sitios «Superfund» (la ley Superfund («Superfondo») fue creado para proteger a las personas, familias y comunidades de residuos tóxicos altamente contaminados en sitios que han sido abandonados). Pese a ello, el río y sus afluentes se encuentran entre los destinos más populares para la pesca con mosca en los Estados Unidos. 
Hoy en día, la cuenca del Clark Fork comprende el mayor Superfund en los Estados Unidos. Como un mega-sitio, que incluye tres grandes sitios: Butte, Anaconda, y presa Milltown/río Clark Fork. Cada uno de estos sitios principales se dividen en numerosos sub-sitios, conocidos como Unidades Operativas (Operable Units). La rehabilitación y/o restauración de estos sitios está en curso.

## Organizaciones protectoras del río
- «Clark Fork Coalition». La coalición fue fundada en 1985 y está dedicada a la protección y restauración de la cuenca del río Clark Fork.[6]
- Programa de Educación Cuenca del Clark Fork («Clark Fork Watershed Education Program»). El programa utiliza las actividades al aire libre y a expertos locales para enseñar acerca de los efectos de los asentamientos e industrias en la cuenca superior Clark Fork, y para dar a los estudiantes y educadores la base científica para cuantificar la salud de la cuenca.[7]